# Niche
Die Niche ist ein rund 19 Kilometer langer linker Mosel-Nebenfluss mit einem Einzugsgebiet von 57 km² in der Region Grand Est.

## Geographie

### Quellgebiet
Die Quelle befindet sich im Étang de La Broche d’Avaux, einem kleinen Weiher im Waldgebiet Forêt domaniale de Humont an der Grenze zwischen den Gemeindegebieten von Bellefontaine und Saint-Nabord. Nur 200 Meter südwestlich des Quellgebietes befindet sich auf etwa 605 Metern Meereshöhe die Wasserscheide zwischen den Flusssystemen von Rhein und Rhône.

### Verlauf
Die Niche durchfließt nach Passieren des Ortes Fallières, der zu Saint-Nabord gehört, das Gemeindegebiet von Raon-aux-Bois (einschließlich des Ortsteils Raon Basse). Weiter in Richtung Norden erreicht sie die Ortsteile La Saucey und Aneuménil der Gemeinde Arches und mündet schließlich östlich des Ortskerns von Arches in die Mosel. Die letzten 400 Meter verläuft der Fluss unter einem Industriebetrieb kanalisiert zur Mündung in die Mosel.

### Zuflüsse
- Ruisseau de l’Etang des Pretres (links), 1,0 km
- Ruisseau de l’Etang de la Plaine (rechts), 1,5 km
- Ruisseau du Void de Cone (links), 2,6 km
- Ruisseau de Champée (rechts), 3,5 km
- Ruisseau de la Racine (links) 5,6 km
- Ruisseau des Noires Faignes (rechts) 4,6 km

## Hydrologie
Für die Niche wird ein durchschnittlicher Abflusswert von 1,49 m³ pro Sekunde angegeben. Saisonal kann der Abfluss stark schwanken. Der niedrigste Wert wurde im letzten 10-Jahres-Zyklus mit 0,215 m³ gemessen.